# 摩味
摩味（日语：／ Mami，12月8日—），日本女性配音員、紙芝居師。出生於大阪府，出身於東京都。青二Production、涉谷畫劇團所屬。作為紙芝居師以OHANA名義。本名、舊藝名。身高160cm。AB型血。

## 簡歷
青二塾東京校第4期畢業。

## 人物
音域：E—G。
資格、執照：普通汽車執照。興趣：紙芝居製作、阻力訓練社交舞。特長：紙芝居口演。
她也以「OHANA」為名義，從事紙芝居師的工作。她之所以成為紙芝居師，是因為在小學參加了一次志工讀書會，感受到了給孩子們講故事的樂趣。
她有一個女兒，並和她一起擔任紙芝居師。

## 代演、繼任
在摩味因為前往美國出差一段時間，以致於離開配音業界期間，配音員代演、繼任作品如下。至於接替的角色，除了部分角色在恢復活動後也沒有回歸，甚至被替換。
| 代演、繼任 | 角色名             | 概要作品             | 繼任初次擔當作品                  |
| ---------- | ------------------ | -------------------- | --------------------------------- |
| 永澤菜教   | 豬太郎〈富田太郎〉 | 《櫻桃小丸子》       | 第2期第440話A章節                 |
| 朴璐美     | 尼可·阿瑪菲        | 《機動戰士鋼彈SEED》 | 《機動戰士鋼彈SEED 特別版三部作》 |
| 東沙織     | 黑木左衛門         | 《忍者亂太郎》       | 第12期                            |
| 若菜葉子   | 美加               | 《忍者亂太郎》       | 第12期                            |
| 瀨那步美   | 美加               | 《忍者亂太郎》       | 第15期                            |
| 牟田彰子   | 錢丸               | 《忍者亂太郎》       | 第19期                            |

## 演出
粗體字表示主要角色。

### 電視動畫
1985年
- 鬼太郎 (第3作)（1985年—1988年，婦人A、濡女、少年D、小孩A、小孩、秀實、丁椎、幸一）

1986年
- 楓葉鎮物語（康、莎拉）

1987年
- 新楓葉鎮物語 棕櫚鎮篇（コン、小孩）
- 變形金剛：頭領戰士（馬克）
- 高校！奇面組（日语：ハイスクール!奇面組）（本場出須子）

1988年
- 奇天烈大百科（1988年—1994年，正平、實、元子、小山田太太、茂、縫 等）
- 聖魔大戰（電Q助）
- 貓咪也瘋狂（喵吉拉）

1989年
- 新仙魔大戰（ミッケ太坊）
- 魔法使莎莉 (1989年版)（1989年—1991年，花村珍平、妖精鳩、黃髪天使）
- 摔角軍團〈銀河篇〉聖戰士羅賓Jr.（日语：レスラー軍団〈銀河編〉 聖戦士ロビンJr.）（雪幻妃·禍紅邪）

1990年
- 森林王子 少年毛克利（納格）
- 櫻桃小丸子（1990年—2025年，豬太郎〈富田太郎〉〈初代〉[7]、與那嶺詩子〈初代〉、的母親、川田幸子〈初代〉、中野的太太、濱崎的母親〈第2代〉 等）2系列[系列 1]
- 夠了！阿太郎 (1990年版)（日语：もーれつア太郎）（女店員、女、大嬸）

1991年
- 宇宙小超人 3000萬光年尋找母親（日语：ウルトラマンキッズ 母をたずねて3000万光年）（卡內皮）
- 百戰小奇兵（1991年—1992年，天神林豪[8]）
- 絕對無敵雷神王（1991年—1992年，高森弘志[9]、石塚織繪[9]、坂井時惠的母親）
- 崔普一家物語（韋納的朋友）

1992年
- 大拇指公主（青蛙太）
- 風中少女 金髮珍妮（傑克）
- 蠟筆小新（1992年—2017年，學生、客人、狼、春日部淑女團的大嬸A、伊佐山弘美、電腦寺義我男 等）
- 奧斯宇宙歷險記（日语：スペースオズの冒険）（莫吉）
- 大草原上的小天使 灌叢嬰猴（荷娃）
- 超電動機器人 鐵人28號FX（哈希姆）
- 幻影真帆（日语：まぼちゃん旅行記）（幻久子〈真帆太、夢夢子的母親〉）

1993年
- 劍勇傳說YAIBA（女性記者、主播、鹽路）

- 歡樂的楊樹鎮（日语：楽しいウイロータウン）（拉頓）
- 小小男子漢（1993年—1994年，徹、大嬸A、導師）
- 餓狼傳說2（小孩D）
- 忍者亂太郎（1993年—2003年，黑木庄左衛門〈初代〉、美加〈初代〉、詩織〈初代〉、錢丸〈初代〉、甘夏藤九郎的女朋友 等）

1994年
- 機動武鬥傳G鋼彈（馬爾可、奇波迪·克拉凱特〈少年時期〉）
- 足球小將翼J（立花政夫）
- 哆啦A夢 (大山羨代版)（1994年—2003年）
- 七海的堤可（湯瑪斯[10]）
- 美少女戰士系列（1994年—1995年，、彭子、青蛙女兒）2系列[系列 2]

1995年
- 動畫世界的童話（日语：世界名作童話シリーズ ワ〜ォ!メルヘン王国）（傑洛西、大嬸）
- 橘子醬男孩（艾迪）
- 羅密歐的藍天（馬契羅）

1996年
- 鬼太郎 (第4作)（1994年—1998年，鈴木翔太、雪女）
- 七龍珠GT（1996年—1997年，布托巴的妻子、老婆婆）

1998年
- 開花天使（1998年—1999年，櫻秀行）
- 機動神腦（小孩B）
- 吉本無知子物語（日语：ヨシモトムチッ子物語）（紅灰蝶野澤）

2001年
- 週刊故事樂園（日语：週刊ストーリーランド）（主婦B）
- PROJECT ARMS（奧斯卡·布雷登）

2002年
- 我們這一家（2002年—2009年，山崎、大嬸1、主婦2、山本的母親）
- 機動戰士鋼彈SEED（尼可·阿瑪菲（日语：ニコル・アマルフィ）[11]）
- 魯莽天使（惡童A）

2003年
- 激鬥戰車Nitro（日语：クラッシュギアNitro）（茵迪）

2005年
- 機動戰士鋼彈SEED DESTINY（尼可·阿瑪菲）
- 我的防空洞（日语：ぼくの防空壕）（秋子）
- MONSTER（修梅爾）
- 冒險王比特（潔西卡的長男）

2007年
- 鬼太郎 (第5作)（黑田）
- 兩顆胡桃（日语：ふたつの胡桃）（齋藤年子）
- ONE PIECE（赫克）

2010年
- 哆啦A夢 (水田山葵版)（很像大雄的猴子）

2016年
- 名偵探柯南（山路萩江）

### 電影動畫
1980年代
- 喀喀喀的鬼太郎（1985年，樹精[12]）
- 金肉人：正義超人vs古代超人（日语：キン肉マン 正義超人vs古代超人）（1986年，辣妹B）
- 喀喀喀的鬼太郎：最強妖怪軍團！登陸日本!!（1986年，主婦C）
- 赤腳阿元2（1986年）
- 聖魔大戰：第一次聖魔大戰（1988年，氣象之助[13]）
- 聖魔大戰：無緣區的寶藏（1988年，輝照雲助）

1990年代
- 劇場版 魔法使莎莉（1990年，珍平）
- 在後面的那個人是誰（日语：うしろの正面だあれ）（1991年）
- 櫻桃小丸子：我最喜歡的歌（1992年，豬太郎）
- 怪博士與機器娃娃：嗯加！企鵝村的早晨（日语：Dr.スランプ アラレちゃん んちゃ!ペンギン村はハレのち晴れ）（1993年，木綠茜）
- 怪博士與機器娃娃：嗯加！愛在企鵝村（日语：Dr.スランプ アラレちゃん んちゃ!ペンギン村より愛をこめて）（1993年，木綠茜）
- 酸梅星王子：來自宇宙的盡頭～乓啪囉乓！（1994年，中村太郎）
- J聯賽的享受100倍快樂的方法!!（日语：Jリーグを100倍楽しく見る方法!!）（1994年，少年、小孩、里子）
- 怪博士與機器娃娃：嗯加!! 緊張刺激的暑假（日语：Dr.スランプ アラレちゃん んちゃ!!わくわくハートの夏休み）（1994年，則卷太平）
- 劇場版 橘子醬男孩（1995年，加斯曼G）
- 劇場版 忍者亂太郎（1996年，黑木庄左衛門[14]）

2000年代
- 兔子外星人（日语：エト (漫画)）（2009年，三平）

### OVA
- 銀河英雄傳說（1991年，坎普的長男）
- 潮與虎（1992年，中村麻紗子）
- 絕對無敵雷神王 初戀大作戰！（1992年，高森弘志）
- 絕對無敵雷神王 陽昇城機關夢日記（1992年，高森弘志）
- 絕對無敵雷神王 大家是地球防衛組（1993年，高森弘志）
- 最終幻想（1994年，飛龍）
- 鬼切丸（日语：鬼切丸 (漫画)）（1995年，保母）
- 麵包超人 誕生日系列 11月壽星（1995年，白麻糬人）

### 遊戲
1994年
- 龍騎士4（萊納絲）

1995年
- 櫻桃小丸子的繪圖日記世界（豬太郎〈富田太郎〉）[c]

1996年
- 美好之吻（日语：だい好キッス）
- 櫻桃小丸子 豪華益智問答（豬太郎〈富田太郎〉）[d]
- 風塵英雄 拯救蘇拉拉！（日语：風来のシレン）（柯帕）

1997年
- 咯咯咯鬼太郎（肉人形）[c]

1999年
- Toy Fighter（皮特）

2001年
- 日昇英雄譚2（日语：サンライズ英雄譚）（高森弘志、石塚織繪）
- Lunatic Dawn TEMPEST（菲絲特）

2003年
- 機動戰士鋼彈SEED（日语：機動戦士ガンダムSEED (PlayStation 2)）（尼可·阿瑪菲（日语：ニコル・アマルフィ））

2004年
- SD鋼彈 G世代（2004年—2006年，尼可·阿瑪菲）2作品[系列 3]

### 廣播劇CD
- 機動戰士鋼彈SEED SUIT CD Vol.4 Miguel Ayman×Nicol Amarfi（日语：機動戦士ガンダムSEED featuring SUIT CD）
- 絕對無敵雷神王系列（高森弘志、石塚織繪〈馬鈴薯〉）
  - 絕對無敵雷神王 唱歌吧地球防衛組！
  - 絕對無敵雷神王IV 地球防衛組全員出動！
  - 絕對無敵雷神王V 廣播劇CD特輯 絕對無敵的玉手箱（トウトウココマデヤッチマッタ）
  - 絕對無敵雷神王
- 魔神英雄傳3 CD影院4 戰場大波亂篇（日语：魔神英雄伝ワタル (ラジオ)#CDシネマ 魔神英雄伝ワタル3）（男孩子）

### 外語配音

#### 電影
- 不是冤家不聚頭（斯託奇、傑瑞〈少年〉）
- 吉星拱照
- 拿破崙流浪記（英语：Napoleon (1995 film)）
- 七小福

#### 電視影集
- 說書人（英语：The Storyteller (TV series)）（孩童）

### 特攝影集
- 超人力霸王系列
  - 超人力霸王高斯（索爾的聲音）
  - 超人力霸王梅比斯（梅比導覽旁白）

### 廣告
- 小學館 「少年Sunday廣告劇場」魔法少年賈修篇（賈修·貝爾（日语：ガッシュ・ベルと高嶺清麿#ガッシュ・ベル））
- 教教我吧！TRY老師（日语：教えて!トライさん）（2023年—，彼得〈第2代〉[15]）

### 其它
- 竹山老師。→竹山老師？（日语：竹山先生?）（旁白）

## 腳註

## 外部連結
- 摩味｜青二Production （日語）
- （日語）